# Unreal Tournament 3
Unreal Tournament 3, přejmenovaný z Unreal Tournament 2007, je akční počítačová hra vydaná v roce 2007 společností Epic Games. Je nástupcem předchozích titulů Unreal a Unreal Tournament. Hra je postavená na Unreal Enginu 3.

## Módy
- Deathmatch - „všichni proti všem“ Vyhrává ten, kdo má nejméně smrtí a nejvíc zabití.
- Team Deathmatch - Vyhrává tým, který má nejvíc zabití.
- Warfare - V tomto módu jsou k dispozici také vozidla. Cílem je zabírat body na mapě (node). Až se dostanete k jádru (core) nepřítele, můžete ho ničit, pokud mezitím nepřítel nezabere některý váš (odemknutý) bod. Útok na jádro je pak znemožněn a musíte znovu ovládnout všechny důležité body (podle čar na minimapě). Vítězí ten, kdo jako první zničí jádro nepřítele.
- Capture the flag - Opět týmový mód, cílem je sebrat nepříteli vlajku a donést ji na svoji základnu.
- Vehicle Capture the flag - Vlajka s vozidly.
- Betrayal
- Greed - Souboj se koná na mapě pro CTF. Při každé smrti se z mrtvoly oddělí lebka, které hráči sbírají. Následně je musí donést k vlajce nepřítele. Počet ukořistěných lebek se zobrazuje nad hráčem, který se tak stává atraktivnějším cílem (při smrti z něj vypadnou i ostatní lebky). Podle počtu sebraných lebek může hráč obdržet i bonusy (UDamage)
- Double domination - V tomto módu je Vaším úkolem na deset sekund obléhat oba body "A" i "B". Většinou se hraje na dvě až tři vítězná "obležení" (záleží na nastavení hry). Pouze součástí community bonus pack 3

## Hlášky

### Podle počtu zabitých nepřátel
| Hláška         | Minimální počet zabitých oponentů nutný pro vyvolání hlášky, bez vlastní smrti |
| -------------- | ------------------------------------------------------------------------------ |
| Killing Spree! | 5                                                                              |
| Rampage!       | 10                                                                             |
| Dominating!    | 15                                                                             |
| Unstoppable!   | 20                                                                             |
| GODLIKE!       | 25                                                                             |
| Massacre!      | 30                                                                             |

### Podle počtu nepřátel zabitých rychle po sobě
| Hláška       | Počet zabitých oponentů nutný pro vyvolání hlášky |
| ------------ | ------------------------------------------------- |
| Double kill  | 2                                                 |
| Multi kill   | 3                                                 |
| Mega kill    | 4                                                 |
| Ultra kill   | 5                                                 |
| Monster kill | 6 a více                                          |

### Po patnácti zabitých jednou zbraní
| Hláška           | Zbraň                                          |
| ---------------- | ---------------------------------------------- |
| Jack Hammer      | Impact Hammer                                  |
| Gun Slinger      | Enforcer(s)                                    |
| Bio Hazard       | Bio Rifle                                      |
| Combo Master     | Shock Rifle (jen při zabíjení kombem u zbraně) |
| Shaft Master     | Link Gun                                       |
| Blue Streak      | Stringer Minigun                               |
| Flak Master      | Flak Cannon                                    |
| Rocket Scientist | Rocket Launcher                                |
| Head Hunter      | Sniper Rifle (jen při zabíjení headshoty)      |
| Big Game Hunter  | Longbow AVRIL                                  |

### Po zabití vozidlem
- Hit & Run
- Road kill
- Road rage
- Pancake
- Vehiclar manslaughter
- Eagle eye
- Top gun

### Ostatní
| Hláška               | Podmínka získání                              |
| -------------------- | --------------------------------------------- |
| First Blood          | Získá hráč, který jako první zabije oponenta  |
| Hijacked / Carjacked | Získá hráč, který ukradne nepřátelské vozidlo |

## Datadisky

### Titan Pack
Několik nových map s velmi rozmanitým prostředím.